# Хорватія на літніх Олімпійських іграх 2000
Хорватія на літніх Олімпійських іграх  2000 була представлена 88  спортсменаму в 12 видах спорту. 

## Медалісти
| Медаль | Спортсмени | Вид спорту            | Дисципліна        |
| ------ | --- | --------------------- | ----------------- |
| Золото | Ніколай Пешалов | важка атлетика        | чоловіки, 62 кг   |
| Бронза | Ігор Бораска Крешимир Чуляк Ігор Францетич Тихомир Франкович Сілвійо Петрішко Нікша Скелін Сініша Скелін Томіслав Смолянович Бранімір Вуєвич | Академічне веслування | вісімки, чоловіки |